# 維什內韋 (別里斯拉夫區)
47°3′58″N 33°13′50″E / 47.06611°N 33.23056°E
維什内韋（烏克蘭語：Вишневе）是位於烏克蘭南部的村莊，由赫爾松州別里斯拉夫區的大亚历山德里夫卡市镇負責管轄。該村始建於1945年，面積0.3平方公里，海拔高度64米，2001年人口79，人口密度每平方公里264.2人。